# Каркаданн
Каркаданн (що на фарсі означає «пан пустелі») — міфічна істота, яка згадується в середньовічній арабській та перській літературі. Являло собою зухвалого єдинорога, який зустрічався в Північній Африці, Ірані й Індії; він був здатний напасти на слона та вбити його. Мабуть, мова йде про носорога або про близьку йому по вигляду вимерлу тварину (Еласмотерій). У сучасних арабській та перській мовах цим словом позначається носоріг.
Крім оповідань ібн Фадлана й ібн Батути, згадки про цю істоту можна зустріти в повісті про «Сіндбада-мореплавця». Він, відвідавши один з далекосхідних островів, натрапив там на істоту, що поєднувала в собі риси носорога й єдинорога. У тексті є згадка, що каркаданн — одне з джерел живлення міфічного птаха Рух.